# گیومه باز… گیومه بسته
گیومه باز… گیومه بسته (انگلیسی: Quote... Unquote) یک مسابقهٔ گروهی بر پایهٔ نقل قول‌هاست که از سال ۱۹۷۶ تا کنون از رادیو بی‌بی‌سی ۴ پخش می‌شود.
این مسابقه مشتمل بر یک آزمون غیر رقابتی است که در آن، گردانندهٔ مسابقه برای هر یک از سه شرکت‌کننده (پیشتر چهار شرکت‌کننده) نقل‌قول یا عبارتی را می‌خواند و از آنها می‌پرسد که این نقل‌قول یا عبارت، متعلق به چه کسی است یا آنکه آنرا کجا شنیده‌اند یا خوانده‌اند.
این برنامه تا کنون بیش از ۵۰۰ شرکت‌کننده داشته‌است که از آن میان می‌توان به تام استاپارد، پیتر کوک، پیتر یوستینف، جودی دنچ، الن بنت، دنیس هیلی، دیوید اتنبرو، کینگزلی آمیس، کنت ویلیامز، داگلاس آدامز، جان مورتیمر، جولیان میچل و لرد جرج براون اشاره کرد.